# Línea 6 (Paraná)
Línea 6 es una línea de transporte urbano de pasajeros de la ciudad de Paraná, Argentina. El servicio está actualmente operado por la empresa Buses Paraná U.T.E. (ERSA Urbano/Transporte Mariano Moreno). Esta línea pertenece al Grupo Metropolitano.
Anteriormente el servicio de la línea 6 era prestado por la empresa La Victoria Transporte de Pasajeros, luego esta fue comprada por la empresa ERSA.

## Historia
Si bien actualmente es casi imposible determinar en que año se creó esta línea, se sabe que es una de las líneas más antiguas de la ciudad, se estima que se creó entre fines de los años '50 y principio de los '60 aunque. Siempre fue operada por la empresa La Victoria T.P.S.R.L. hasta que la empresa fue comprada por Grupo ERSA a fines del año 2009. En abril del año 2010 recibe diez unidades 0km de la empresa ERSA Urbano siendo así la segunda línea en recibir las unidades de dicha empresa, la primera fue la Línea 22. El 30 de julio de 2012, al finalizar el receso escolar de invierno, comenzó a funcionar un ramal denominado Línea 6N, recorría desde la Escuela Rural Juan Bautista Alberdi (Oro Verde) hasta Casa de Gobierno. Sus servicios eran solo en días hábiles, por la mañana. Dejó de funcionar en diciembre del mismo año, al finalizar las clases. A mediados del año 2013 suma un coche articulado a su flota, el cual fue retirado en marzo de 2014 para circular en la ciudad de Córdoba.

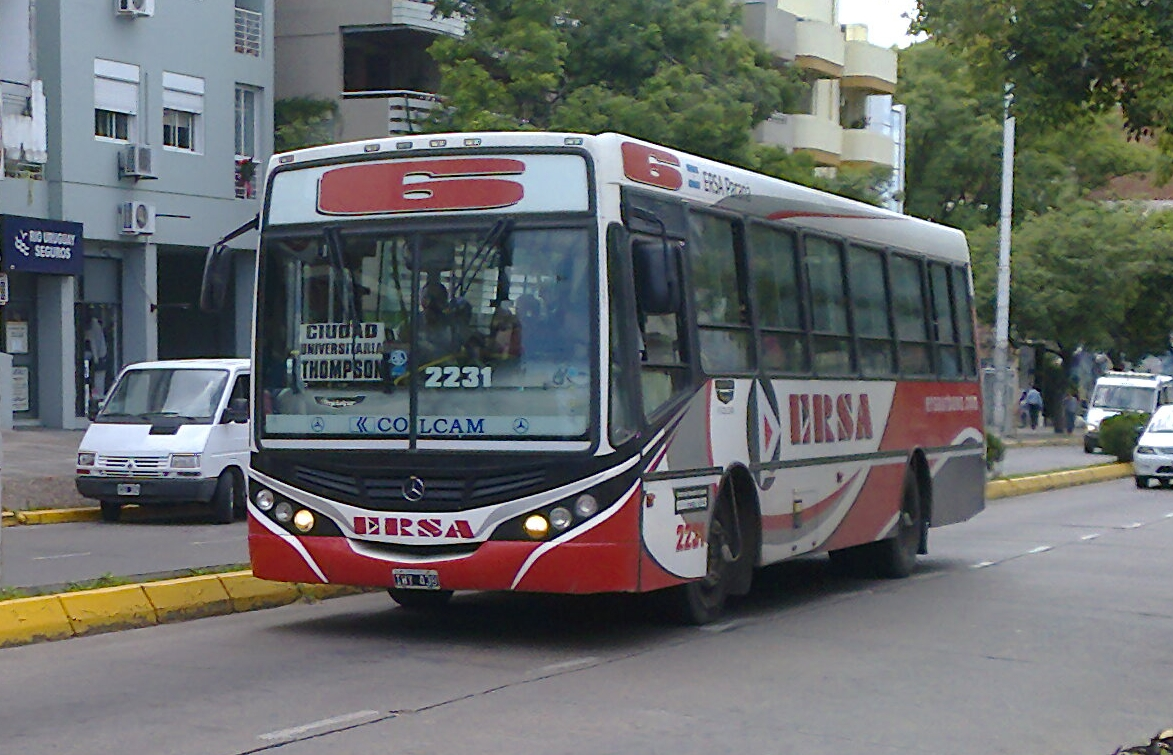
Unidad de la línea 6 en el año 2012, circulando por calle 25 de mayo.

## Recorrido

### Ramal Único: Facultades (Oro Verde) -Casa de Gobierno[2]
Ida: Desde Ciudad Universitaria, Ruta Prov. 11, Av. Int. del Castillo, Los Sauces, Las Golondrinas, Av. Los Chañares, Av. Int. del Castillo, Ruta Prov. 11, Los Cedros, Av. Los Cisnes, Las Rosas, Camino de la Cuchilla, Ruta Prov. 11 (Oro Verde), Av. de las Américas, Alsina, Villaguay, H. Yrigoyen, Gualeguaychú, Gral. Belgrano, Salta, La Paz, Laprida hasta Córdoba (Paraná).
Vuelta: Desde Laprida y Córdoba, Córdoba, Libertad, España, 25 de Mayo, Pte. A. Illia, Enrique Carbó, Pascual Palma, Feliciano, Cura Álvarez, Av. de las Américas (Paraná), Ruta Prov. 11, Camino de la Cuchilla, Av. Los Cisnes, Los Cedros, Ruta Prov. 11, Av. Int. del Castillo, Ruta Prov. 11 hasta Ciudad Universitaria (Oro Verde).
- Longitud: 28,9km

### Flota
A agosto de 2023, cuenta con un total de siete unidades circulando.
- Metalpar Tronador II sobre Mercedes-Benz OF1418 - Modelo 2010 (Interno: 2234)
- Metalpar Tronador II sobre Mercedes-Benz OF1418 - Modelo 2012 (Interno: 2402)
- Metalpar Tronador II sobre Mercedes-Benz OF1418 - Modelo 2014 (Internos: 3176, 3180, 3182, 3195)
- Metalpar Iguazú II sobre Mercedes-Benz OH1618L-SB - Modelo 2014 (Internos: 3152 y 3191)

## Puntos de Interés
- Paraná
  - Plaza Sáenz Peña
  - Hospital San Martín
  - Plaza Alberdi
  - Plaza Alvear
  - Plaza 1.º de Mayo
  - Casa de Gobierno
- Oro Verde
  - Ciudad Universitaria (Oro Verde)
  - Frigorífico
  - Polideportivo
  - Barrio El Triangular (Oro Verde)
  - CEMENER (Oro Verde)

## Paradas
Horarios actualizados a febrero de 2024 «Horarios Línea 6». - Paradas actualizadas a enero de 2025 «Recorrido Línea 6».
IDA:
- 01 - Ruta Provincial 11 - Facultad de Ciencia y Tecnología - UADER (Oro Verde)
- 02 - Ruta Provincial 11, frente Facultad de Ingeniería - UNER
- 03 - Ruta Provincial 11, frente Facultad de Ciencias Agropecuarias - UNER
- 04 - Ruta Provincial 11 y Avda. Los Laureles
- 05 - Avda. Intendente Del Castillo entre Los Sauces y Avda. Los Laureles
- 06 - Los Sauces y Los Cardenales
- 07 - Los Sauces y Los Jilgueros
- 08 - Los Jilgueros y Los Jacarandaes
- 09 - Los Jacarandaes y Los Cardenales (Club Atlético Oro Verde)
- 10 - Avda. Intendente Del Castillo entre Los Jacarandaes y Avda. Los Eucaliptos
- 11 - Avda. Intendente Del Castillo entre Avda. Los Eucaliptos y Avda. Los Chañares
- 12 - Ruta Provincial 11 y Los Talas (Oro Verde)
- 13 - Ruta Provincial 11 km. 5,5 y Los Gomeros
- 14 - Ruta Provincial 11 km. 4,6 y Los Cedros
- 15 - Los Cedros y Av. Los Cisnes
- 16 - Avda. Los Cisnes y Las Dalias
- 17 - Avda. Los Cisnes y Los Cerezos
- 18 - Avda. Los Cisnes y Las Rosas (Oro Verde) (Barrio El Triangular)
- 19 - Las Rosas y Camino de la Cuchilla
- 20 - Camino de la Cuchilla (CEMENER)
- 21 - Camino de la Cuchilla y Avda. de las Américas (salida de ORO VERDE)
- 22 - Avda. de las Américas al 5700 (cerca de Escuela Nº 67 Tabaré) (ingreso a PARANÁ)
- 23 - Colectora Avda. de las Américas y Lisandro de la Torre
- 24 - Colectora Avda. de las Américas y Gral. José Artigas
- 25 - Colectora Avda. de las Américas y Casimiro Olmos
- 26 - Colectora Avda. de las Américas y Dr. Ricardo Balbín
- 27 - Colectora Avda. de las Américas y Silvia Marzo de Chiapino
- 28 - Colectora Avda. de las Américas y Crisólogo Larralde
- 29 - Colectora Avda. de las Américas y Luis Noaco
- 30 - Colectora Avda. de las Américas y Mario Abel Amaya
- 31 - Avda. de las Américas y Arroyo Cazuelas
- 32 - Avda. de las Américas y Pablo Crausaz
- 33 - Avda. de las Américas y Maestro Alberdino
- 34 - Avda. de las Américas y Martín Del Barco Centenera
- 35 - Avda. de las Américas y Constancio Carminio
- 36 - Avda. de las Américas y Supremo Entrerriano
- 37 - Avda. de las Américas y Gabriela Mistral
- 38 - Avda. de las Américas y Gral. Pelliza
- 39 - Avda. de las Américas y Alejo Peyret
- 40 - Avda. de las Américas y Luis Pasteur
- 41 - Avda. de las Américas entre Bvard. Racedo y Cruz del Sur
- 42 - Adolfo Alsina y Feliciano
- 43 - Adolfo Alsina y Luis Agote
- 44 - Villaguay y Cura Álvarez
- 45 - Villaguay y Pte. Juan D. Perón
- 46 - Villaguay e Pte. Hipólito Yrigoyen (Plaza Sáenz Peña)
- 47 - Gualeguaychú entre Pte. Arturo Illia y Pte. Hipólito Yrigoyen
- 48 - Gral. Manuel Belgrano entre Leandro N. Além y Gualeguaychú
- 49 - Salta entre Gral. Justo José de Urquiza y Andrés Pazos (Plaza Alberdi)
- 50 - Salta y Rosario del Tala (Hospital Infantil San Roque - 150 mts.)
- 51 - La Paz y San Juan
- 52 - La Paz y Buenos Aires (Plaza Alvear)
- 53 - Laprida y Córdoba - Casa de Gobierno

VUELTA:
- Casa de Gobierno (Paraná)
- 01 - Córdoba y Cervantes
- 02 - Libertad entre Gral. Urquiza y España
- 03 - España entre Italia y Carlos Pellegrini
- 04 - 25 de Mayo entre Monte Caseros y 9 de Julio (Plaza 1° de Mayo - 100mts.)
- 05 - 25 de Mayo y Pte. Arturo Illia
- 06 - Pte. Arturo Illia y Leandro N. Além
- 07 - Pte. Arturo Illia entre Gualeguaychú y Enrique Carbó
- 08 - Enrique Carbó entre Pte. Arturo Illia y Pte. Hipólito Yrigoyen (Plaza Sáenz Peña)
- 09 - Enrique Carbó y Pascual Palma (Hospital Gral. San Martín)
- 10 - Pascual Palma y Feliciano
- 11 - Feliciano y Cura Álvarez
- 12 - Avda. de las Américas y Cruz del Sur
- 13 - Avda. de las Américas y Luis Pasteur
- 14 - Avda. de las Américas y Alejo Peyret
- 15 - Avda. de las Américas y Álvarez Condarco
- 16 - Avda. de las Américas entre Gral. Pelliza y Francisco Muñiz
- 17 - Avda. de las Américas y José Rodó
- 18 - Avda. de las Américas y Juan Casacuberta
- 19 - Avda. de las Américas y Del Barco Centenera
- 20 - Avda. de las Américas entre De La Revolución de 1890 y Maestro Alberdino
- 21 - Avda. de las Américas entre Pablo Crausaz y Juan Bevilacqua
- 22 - Avda. de las Américas y Rosario Vera Peñaloza
- 23 - Avda. de las Américas y Av. Francisco Ramírez
- 24 - Colectora Avda. de las Américas y Av. Jorge Newbery
- 25 - Colectora Avda. de las Américas y Luis Noaco
- 26 - Colectora Avda. de las Américas y Crisólogo Larralde
- 27 - Colectora Avda. de las Américas y Ma. Teresa Ferrari de Gaudino
- 28 - Colectora Avda. de las Américas y Dr. Ricardo Balbín
- 29 - Colectora Avda. de las Américas y Casimiro Olmos
- 30 - Colectora Avda. de las Américas y Juan B. Justo
- 31 - Colectora Avda. de las Américas y General J. G. Artigas
- 32 - Colectora Avda. de las Américas y Lisandro de la Torre
- 33 - Avda. de las Américas al 5700 (cerca de Escuela Nº 67 Tabaré) (salida de PARANÁ)
- 34 - Camino de la Cuchilla y RP 11 (ingreso a ORO VERDE)
- 35 - Camino de la Cuchilla (CEMENER)
- 36 - Camino de la Cuchilla y Las Rosas (Barrio El Triangular)
- 37 - Camino de la Cuchilla y Los Lirios
- 38 - Camino de la Cuchilla entre Los Plumerillos y Las Petunias
- 39 - Avda. Los Cisnes y Las Dalias
- 40 - Avda. Los Cisnes y Los Cedros
- 41 - Los Cedros y Los Zorzales
- 42 - Ruta Provincial 11 entre Las Tipas y Los Gomeros
- 43 - Ruta Provincial 11 y Los Talas
- 44 - Avda. Intendente Del Castillo y Avda. Los Chañares
- 45 - Avda. Intendente Del Castillo y Los Jacarandaes
- 46 - Avda. Intendente Del Castillo y Los Sauces
- 47 - Avda. Intendente Del Castillo y Avda. Los Laureles
- 48 - Ruta Provincial 11, frente Facultad de Ciencias Agropecuarias - UNER
- 49 - Ruta Provincial 11, frente Facultad de Ingeniería - UNER
- 50 - Ruta Provincial 11 - Facultad de Ciencia y Tecnología - UADER (Oro Verde)

## Combinaciones
- Gualeguaychú y Presidente Illia:
  - Líneas 1, 5, 16
- Plaza Alberdi:
  - Líneas 3, 7, 11, 22, 23
- Plaza Alvear:
  - Líneas 2, 7, 8, 12, 15, 20, 22E
- Laprida y Córdoba:
  - Líneas 2, 5, 7, 8, 20
- 25 de Mayo y 9 de Julio:
  - Líneas 1, 5, 11, 16, 22, 23